# Système stellaire
Ne doit pas être confondu avec système planétaire ou association stellaire.
Un système stellaire est un ensemble d'étoiles liées par l'attraction gravitationnelle. Le terme est utilisé aussi bien pour décrire des étoiles multiples, que des ensembles comptant un grand nombre d'étoiles, tels des amas d'étoiles ou des galaxies.
L'expression système stellaire est aussi parfois improprement employée pour se référer à une seule étoile dotée d'un système planétaire de corps plus petits en orbite autour d'elle.

## Terminologie
L'expression système stellaire intervient dans l'étude des:
- systèmes stellaires multiples, qui impliquent un petit nombre d'étoiles, tels que des système binaire, triple (ou ternaire), quadruple, etc[1]. Les étoiles qui constituent un système stellaire sont appelées ses composantes.
- systèmes stellaires dans le cadre de la dynamique stellaire ou de la cinématique stellaire, pour l'étude des amas d'étoiles et des galaxies[2]. Le terme générique de système stellaire reflète l'indépendance d'échelle faisant qu'un amas globulaire ou une galaxie elliptique géante peut être décrit avec les mêmes méthodes théoriques, et parfois les mêmes modèles.

## Systèmes stellaires binaires
Un système stellaire de deux étoiles est appelé étoile binaire, ou système (stellaire) binaire ou encore étoile double physique. S'il n'existe pas d'effets de forces de marée, ni de perturbation provenant d'autres forces, ni aucun transfert de masse d'une étoile à l'autre comme est le cas dans une binaire à contact, alors un tel système est stable et les deux étoiles parcourront indéfiniment une orbite elliptique autour du centre de masse du système (voir Problème à deux corps).
On peut citer comme exemples de systèmes binaires : Alpha Canis Majoris (ou α Cma, ou encore Sirius), Alpha Canis Minoris (ou α Cmi, ou encore Procyon) ou encore Cygnus X-1, ce dernier système étant probablement constitué d'une étoile et d'un trou noir.

## Système stellaire multiple
Les systèmes d'étoiles multiples ou étoiles multiples physiques sont des systèmes stellaires comportant plus de deux étoiles,. Les systèmes stellaires à étoiles multiples sont dits triples, trinaires ou ternaires s'ils contiennent trois étoiles ; quadruples ou quaternaires s'ils en contiennent quatre ; quintuples, sextuples, septuples et ainsi de suite s'ils en contiennent respectivement cinq, six, sept, etc. Ces systèmes sont plus petits que des amas stellaires ouverts qui ont des dynamiques plus complexes et regroupent typiquement de 100 à 1000 étoiles.

### Dynamique
Théoriquement, la modélisation d'un système d'étoiles multiples est plus complexe que celle d'un système binaire, du fait que le système dynamique concerné, le problème à N corps, peut mettre en évidence des comportements chaotiques.
De nombreuses configurations de petits groupes d'étoiles s'avèrent instables, lorsqu'une étoile se rapproche incidemment très près d'une autre, et qu'elle est accélérée jusqu'à être éjectée du système. Cette instabilité peut être évitée si le système est ce que David S. Evans a baptisé hiérarchique. Dans un système hiérarchique, les étoiles du système peuvent être divisées en deux groupes plus petits, chacun d'entre eux parcourant une grande orbite autour du centre de masse du système. Chacun de ces groupes plus petits doit lui-même être hiérarchique, ce qui signifie qu'ils doivent être divisés entre des sous-groupes plus petits, qui eux-mêmes sont hiérarchiques, et ainsi de suite. Dans ce cas, le mouvement des étoiles continuera d'approximer des orbites képlériennes stables autour du centre de masse du système à la différence de la dynamique plus complexe des grands nombres d'étoiles des amas stellaires et des galaxies.

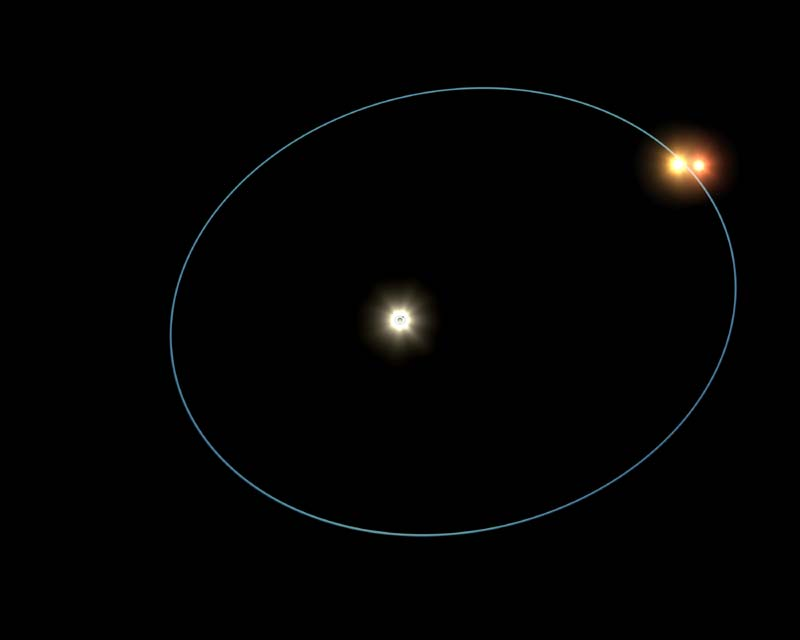
Vue d'artiste des orbites de HD 188753, un système stellaire triple hiérarchique.

### Observation
La plupart des systèmes stellaires multiples connus sont des systèmes triples. Pour de plus grands multiples, le nombre de systèmes observés décroît exponentiellement comme croît le multiple. Par exemple, dans la révision de 1999 du Catalogue de Tokovinine des étoiles multiples physiques, 551 des 728 systèmes décrits sont triples. Cependant, du fait des effets de sélection notre connaissance de ces statistiques est très incomplète.
À cause de l'instabilité dynamique déjà mentionnée, les systèmes triples sont souvent hiérarchiques : ils contiennent une paire d'étoiles proches liée à un compagnon plus éloigné. Les systèmes avec des multiplicités supérieures sont en général hiérarchiques également. On connaît des systèmes ayant jusqu'à sept étoiles.

Par exemple Castor (α Geminorum) est un système sextuple, comprenant une paire binaire située à une orbite relativement distante de deux autres paires binaires plus proches. ADS 9731 est un autre système sextuple connu qui comprend une paire de systèmes triples, chacun d'entre eux étant une binaire spectroscopique en orbite avec une étoile simple.

## Exemples

### Binaire
- α CMa (α Canis Majoris ou Sirius), une étoile binaire composée d'une étoile de type A de la séquence principale et d'une naine blanche.
- ε Aur (Epsilon Aurigae), une binaire à éclipses.

### Triple
- Polaris, l'étoile polaire, est un système stellaire triple dans lequel l'étoile compagnon proche est extrêmement rapprochée de l'étoile principale (tellement qu'elle n'était connue que par son attraction gravitationnelle sur Polaris A jusqu'à ce qu'elle soit photographiée par le Télescope spatial Hubble en 2006).
- α Cen (α Centauri) est une étoile triple composée d'une paire principale de naines jaunes (α Cen A et α Cen B), et une naine rouge excentrée, Proxima Centauri. A et B sont des binaires physiques, avec une orbite excentrique dans lesquelles A et B peuvent se rapprocher jusqu'à 11 ua ou s'éloigner jusqu'à 36 ua. Proxima est beaucoup plus loin (~15000 ua) de A et B qu'elles ne le sont l'une de l'autre. Bien que cette distance soit toujours petite en regard des autres distances interstellaires, on peut se demander si Proxima est bien liée gravitationnellement à A et B[14].
- HD 188753 est un système stellaire triple situé approximativement à 149 années-lumière de la Terre dans la constellation du Cygne. Le système se compose de HD 188753 A, une naine jaune, de HD 188753 B, une naine orange et de HD 188753 C, une naine rouge. B et C orbitent l'une autour de l'autre en 156 jours, et, en groupe, orbitent autour de A en 25,7 ans.
- HR 9038 est un système stellaire triple situé approximativement à 35 années-lumière de la Terre dans la constellation de Céphée.
- Beta Monocerotis, système constitué de trois étoiles Be sur la séquence principale[15].

### Quadruple
- 4 Centauri[16]
- Mizar est souvent présentée comme ayant été la première étoile binaire découverte quand elle a été observée en 1650 par Giovanni Battista Riccioli[17],[18] mais elle a probablement été observée plus tôt, par Benedetto Castelli et Galilée. Ultérieurement, la spectroscopie de ses composants Mizar A et B révéla qu'elles étaient elles-mêmes chacune des binaires[19].
- Mu Draconis[20]
- HD 98800
- Kepler-64
- BG Indi, système quadruple constitué de deux binaires à éclipses le plus proche de la Terre[21].

### Quintuple
- Beta Capricorni (Dabih)[22]
- Epsilon Hydrae[23]
- Zeta Cancri[24]
- Xi Ursae Majoris[25]
- Iota Cassiopeiae[26]
- E1213/E1234[27]
- 1SWASP J093010.78+533859.5 (J093010)[28]
- KIC 4150611[27]
- HD 181469[27]
- HD 27638[27]
- HD 155448[27]
- 14 Aurigae[27]
- Zeta Coronae Borealis[29]
- Sigma Coronae Borealis[27]
- GG Tauri[27]
- HIP 28790/28764[27]
- HIP 64478[27]
- V994 Herculis[27]

### Sextuple
- Castor[12]
- ADS 9731[13]
- Acrux[30]
- 59 Serpentis[31]
- ADS 9918[32]

### Septuple
- Nu Scorpii[33]
- AR Cassiopeiae[34]

## Sources
- (en) Cet article est partiellement ou en totalité issu de l’article de Wikipédia en anglais intitulé « Star system » (voir la liste des auteurs).